# El caso de secuestro infantil de Willington Quay
El secuestro infantil de Willington Quay fue un caso de secuestro y violación de una niña de 6 años ocurrido en Willington Quay, North Tyneside, Inglaterra, el 27 de diciembre de 2005, cuando se encontraba en el baño.
Peter Voisey, un hombre local y conocido delincuente sexual fue condenado posteriormente por el crimen y sentenciado a cadena perpetua. La naturaleza descarada del crimen despertó el interés de los medios de comunicación y una petición en Crimewatch. También provocó la persecución  más grande de la historia, hasta ese momento, por parte de la policía de Northumbria. Las afirmaciones de la policía de que el crimen había sido un caso de secuestro oportunista por parte de un extraño se recibieron inicialmente con escepticismo, dada la naturaleza aparentemente inimaginable del crimen. La condena de Voisey también provocó una revisión de los acuerdos de protección pública de múltiples agencias (MAPPA, por sus siglas en inglés), que rigen el monitoreo de ex-delincuentes.

## El Secuestro
La niña fue secuestrada del baño de la planta baja de su casa mientras su madre se encontraba en el cuarto de a lado. Fue conducida por la zona local durante 20 minutos, antes de ser encontrada desnuda en un callejón cubierto de nieve. Inicialmente la policía contaba solamente con el testimonio de la niña sobre un "hombre en un auto rojo", identificado por ella como un Vauxhall Astra sin contar con otros testigos. La única evidencia forense obtenida por la policía fue una huella de zapato en el baño y un rastro parcial de ADN en la uña de la niña. A través de un cuidadoso interrogatorio con la niña, se estableció por la ruta por la que fue conducida, que el agresor tenía buen conocimiento del área local.    

## Arresto
Voisey, también conocido como Peter Smith, fue interrogado originalmente dentro de un grupo de gente local, como persona de interés debido a que era un agresor sexual registrado. La policía lo conocía por ser un ladrón que cometía robos de alto riesgo, con alta probabilidad de ser descubierto. En 2001 fue condenado por agredir sexualmente a una niña de 12 años en el vestidor de una piscina en Cheshire. Inicialmente no fue considerado un sospechoso principal, ya que había sido clasificado de bajo riesgo debido a su buen comportamiento. Voisey parecía de buena naturaleza y tenía buena recolección de sus movimientos. Continuó negando vigorosamente cualquier involucramiento cuando se le cuestionaba.

## Condena
Sin pruebas sólidas, Voisey fue condenado con una variedad de pistas menores. Esto incluía su conocimiento del área local y sus récords telefónicos, los cuales probaban que no estaba en donde declaró estar en ese momento. La huella encontrada fue emparejada a un par de tenis que le pertenecían, de los cuales, solo cinco habían sido vendidos en el North East ese año. Voisey hizo una entrada críptica en su diario el día en question, "Phew, se acabo, relájate ahora", la cual indicó, se refería a Navidad. También había tenido un Astra rojo, aunque este fue desguazado antes de que pudiera ser incautado como evidencia y se concluyó que a pesar de ser una coincidencia parcial, había una gran probabilidad de que el ADN encontrado fuera de Voisey. 